# Le Chant du hibou
Le Chant du hibou est une œuvre instrumentale peu connue de Léo Ferré, publiée en 1983 sur le quadruple album L'Opéra du pauvre. Cette ballade pour violon soliste et orchestre a été enregistrée par Ferré comme complément de programme, afin de profiter de l’espace resté disponible sur une face de 33 tours. Les rééditions ultérieures de L'Opéra du pauvre n'incluent plus cette œuvre.

## Forme
Cette œuvre comporte trois mouvements et son exécution dure environ une vingtaine de minutes. La Cadence est utilisée par Ferré en ouverture de son Opéra du pauvre. Il dit un texte par-dessus.
1. Cadence
2. Aria
3. Passacaille & variations

## Discographie
- 1983 : L'Opéra du pauvre (33 tours, RCA)
- 1990 : Ferré dirige Ravel : Concerto pour la main gauche (CD, EPM)[1]
- 2022 : La Marge : intégrale 1975-1991 (coffret 20 CD, La Mémoire et la Mer)